# 井関信介
井関 信介（いせき しんすけ、1995年4月24日 - ）は、ジャパンラグビーリーグワンコベルコ神戸スティーラーズに所属するラグビー選手。

## プロフィール
- 愛知県春日井市出身[2]。
- ポジションはウィング(WTB)、フルバック(FB)。
- 身長 179 cm、体重 85 kg[2]
- ジュニア・ジャパンに選ばれたことがある[3]。
- 関西学生代表に選ばれたことがある[4]。

## 来歴
2014年、天理高校卒業後、天理大学に入る。天理高校時代、高校日本代表に選ばれたことがある。
2018年、天理大学卒業後、神戸製鋼コベルコスティーラーズ(現・コベルコ神戸製鋼スティーラーズ)に加入。同年9月29日に行われたジャパンラグビートップリーグ第2節代替の宗像サニックスブルース戦に先発出場で公式戦初出場を果たす。